# Adam Decowski
Adam Decowski (ur. 17 grudnia 1948 w Sieniawie) polski poeta i satyryk. Jest członkiem Związku Literatów Polskich.
Debiutował w „Zielonym Sztandarze” w 1975 r. Publikował w wielu czasopismach krajowych i polonijnych, oraz w pismach literackich ukazujących się w Rumunii, Ukrainie i Słowacji.
 Debiut książkowy - „Po tamtej stronie chmur”. Poezje. ISKRY. Warszawa 1983. Minister Kultury i Dziedzictwa Narodowego przyznał mu też Odznakę Zasłużony dla Kultury Polskiej (2017).
Opublikował również:
- „Fraszkobranie”. Fraszki. Rzeszów 1987.
- „Kalectwo źrenic”. Poezje. Rzeszów 1992.
- „Notatki z Sieniawy”. Poezje. Wydanie I. Rzeszów 1997.
- „Ciągle modny grzech pierworodny”. Fraszki i aforyzmy. Rzeszów 2001.
- „Notatki z Sieniawy”. Poezje i fraszki. Wydanie II uzupełnione. Rzeszów 2009.
- "Myślą, mową i uczynkiem". Fraszki, limeryki, aforyzmy. Kraków 2014.
- "Myślą, mową i uczynkiem". Fraszki, limeryki, aforyzmy. Wydanie II. Rzeszów 2017.
- "Mała rzecz, a śmieszy". Fraszki. Rzeszów 2024.